# Иванец, Николай Николаевич
Николай Николаевич Иванец (род. 15 ноября 1941, Свердловск, СССР) — советский и российский нарколог и психиатр, член-корреспондент РАМН (1999), член-корреспондент РАН (2014).

## Биография
Родился 15 ноября 1941 года в Свердловске.
В 1964 году окончил Кемеровский государственный медицинский институт, затем два года работал врачом-психиатром в Кемеровской областной психиатрической больнице.
С 1966 по 1968 годы проходил обучение в клинической ординатуре по психиатрии во Всесоюзном научно-исследовательском институте общей и судебной психиатрии имени В. П. Сербского, там же в дальнейшем работал пройдя путь от младшего научного сотрудника до руководителя отдела наркологии.
В 1970 году защитил кандидатскую диссертацию, а в 1975 году — защитил докторскую диссертацию, тема: «Алкогольные психозы (систематика, клиника, прогноз и судебно-психиатрическое значение)».
В 1979 году присвоено учёное звание профессора.
В 1985 году становится руководителем отдела клинических исследований организованного при его непосредственном участии Всесоюзного научного центра медико-биологических проблем наркологии, а с 1986 году — директором Всесоюзного научного центра наркологии.
С 1991 по 1998 годы — заместитель директора по научной работе Государственного научного центра наркологии.
С 1991 по 1998 годы — заведующий кафедрой наркологии факультета последипломного профессионального образования Первого МГМУ имени И. М. Сеченова, а с 1999 года — руководитель кафедрой психиатрии и наркологии этого университета.
С 1998 по 2009 годы — директор НИИ наркологии Минздрава России.
В 1999 году избран членом-корреспондентом РАМН.
В 2014 году стал членом-корреспондентом РАН (в рамках присоединения РАМН и РАСХН к РАН).
В настоящее время — директор психиатрической клиники имени С. С. Корсакова.

## Научная деятельность
Известный ученый в области клинической психиатрии и наркологии.
Создатель научной школы, которая занимается изучением роли личностного фактора при алкоголизме и наркоманиях.
Ведет исследования в области клинической психофармакологии. На основе этих работ были предложены новые, патогенетически обоснованные средства для купирования влечения к алкоголю и наркотикам при комплексном лечении алкоголизма и наркоманий.
Автор более 250 научных работ, опубликованных в отечественных и зарубежных изданиях.
Под его руководством подготовлены и защищены 35 кандидатских и 8 докторских диссертаций.

### Научно-организационная деятельность
- главный редактор журнала «Вопросы наркологии»
- член редколлегии «Журнал неврологии и психиатрии имени С. С. Корсакова»;
- председатель Диссертационного Совета по наркологии, председатель Научного Совета по наркологии РАМН и МЗ СР РФ;
- главный эксперт-нарколог Минздравсоцразвития РФ.

### Избранные труды
- монография «Типология алкоголизма»;
- монография «Антидепрессанты в терапии патологического влечения к психотропным веществам»;
- краткое клиническое руководство «Лечение алкоголизма, наркоманий и токсикоманий» (в соавторстве);
- учебное пособие для врачей «Лекции по наркологии» (четыре издания);
- монография «Героиновая наркомания» (в соавторстве).

## Награды
- Орден «Знак Почёта»
- Медаль ордена «За заслуги перед Отечеством» II степени (2007)[4]
- Заслуженный деятель науки Российской Федерации (2002)[5]
- Медаль «В память 850-летия Москвы»
- Значок «Отличник здравоохранения»